# Эрвин, Букер
Эрвин, Букер Телеферро II (англ. Booker Telleferro Ervin II, 31 октября 1930 — 31 июля 1970, Денисон, Техас, США) — американский музыкант, тенор-саксофонист. Наиболее известен своим сотрудничеством с американским контрабасистом Чарльзом Мингусом.

## Биография
Эрвин родился в городе Денисон округа Грэйсон штата Техас. Во время службы в военно-воздушных силах США научился играть на тенор-саксофоне. После окончания службы переехал в Бостон, где поступил в музыкальный колледж Беркли. Его музыку характеризовали как сильную и жесткую с элементами блюза и госпела. Есть мнение, что на музыку Эрвина оказал влияние Джон Колтрейн.
Переехав в Нью-Йорк Эрвин присоединяется к квартету американского пианиста Парлана Хорэйса. С ними он записал Up & Down и Happy Frame of Mind (альбомы вышли на лейбле Blue Note Records). С 1956 по 1963 г. Эрвин работает с Чарльзом Мингусом. Первыми совместными работами с Мингусом стали альбом Mingus Ah Um и композиция Wednesday Night Prayer Meeting на альбоме Blues and Roots.
В 1960-х Эрвин так же выступает в собственном квартете с пианистом
Яки Бьярдом, басистом
Ричардом Дэвисом и барабанщиком Аланом Даусоном. Квартет сотрудничал с лейблом Prestige Records. Позже Эрвин записывается вместе с пианистом Рэнди Вестоном для лейбла Blue Note Records.
В 1970 году Эрвин Букер умер в Нью-Йорке от болезни почек.

## Дискография
- Sounds of the Inner City (1960 г.) — записано трубачом Букером Литлом и Букером Эрвином.
- The Book Cooks (1960 г.) Bethlehem Records.
- That’s It (1961 г.) Candid Records

Девять наиболее известных пластинок Эрвина изданные лейблом Prestige Records между 1963 и 1966 г.:
- Exultation — (1963 г.)
- The Freedom Book (1963 г.) — записано квартетом: Букер, Бьярдом[англ.], Дэвис и Даусон[англ.].
- The Song Book,
- Gumbo — (1963 г.) Prestige Records.
- The Blues Book (1964 г.) — с Кармелем Джонсом (англ. Carmell Jones), Гилдо Маонесом (англ. Gildo Mahones), Дэвисом и Даусоном[англ.].
- The Space Book (1964 г.) — записано совместно с Бьярдом[англ.], Дэвисом и Даусоном.
- Setting The Pace (1965 г.)
- The Trance
- Heavy!

После окончания работы с Prestige Records в 1966 г. Эрвин работает с Pacific Records и затем с Blue Note Records. В этот период времени он записывает:
- Structurally Sound (1966 г.)
- Booker 'n' Brass (1967 г.)
- The In Between — (1968 г.) — Blue Note Records
- Tex Book Tenor (1968 г.).